# ProChoix
Pour l’article ayant un titre homophone, voir Pro-choix.
ProChoix est une revue et un site web s'intéressant aux questions politiques et religieuses.

## Histoire
Fondée en novembre 1997 par Fiammetta Venner, Caroline Fourest, et Moruni Turlot, la revue ProChoix avait d'abord pour objectif de défendre le droit à l'avortement (son nom  en référence au mouvement pro-choix s'oppose à celui des mouvements pro-vie). Son slogan de présentation était la « Revue du droit de choisir ».
Dans le cadre de cette lutte, elle s'est fréquemment opposée aux religions, tant qu'elles se mêlent de politique.
D'après Franck Frégosi, c'est un média actif « dans la dénonciation du différentialisme » auquel s'allient des musulmans laïques.